# Pethidin
Pethidin (meperidin, obchodní název Demerol) je syntetický opioid a zároveň jedno z nejčastěji lékařsky užívaných narkotik s analgetickými účinky.

## Účinky
Meperidin je tzv. agonista (aktivační vazebný partner) kappa-opiátového receptoru, přičemž se váže na tyto receptory lépe (s vyšší afinitou) než morfium. Po vazbě na tyto receptory dochází k aktivaci řady signálních drah uvnitř neuronů a k stimulaci či naopak blokaci synaptického přenosu. V řadě případů blokuje uvolňování neuropřenašečů, díky nimž cítíme bolest (substance P, GABA, dopamin, acetylcholin, noradrenalin), což přispívá k analgetickému účinku látky. Dochází též k zavírání jistých vápníkových kanálů a otevírání draslíkových kanálů, což vede k hyperpolarizaci neuronů a tedy k jejich tlumení.

## Použití
Léčí akutní bolest a nasazuje se nejčastěji po operačním zákroku, někdy i v průběhu operace. Účinkuje spíše krátkodoběji (ve srovnání s opioidy předepisovanými pro domácí ošetřování).
Samotný meperidin je někdy, např. po krádeži z nemocnice, zneužíván narkomany jako omamná látka. Častější je však výroba analogů meperidinu, které se označují MPPP a PEPAP; především MPPP je oblíben mezi narkomany jako náhražka, která vyvolává účinky podobné heroinu.